# Irene Gattilusio
Irene Gattilusio, nacida como Eugenia Gattilusio (fallecida el 1 de junio de 1440) fue la consorte del emperador bizantino Juan VII Paleólogo. Era hija de Francesco II Gattilusio, señor de Lesbos.

## Biografía
En algún momento antes de agosto de 1397, Irene se casó con su primo Juan VII Paleólogo.
Juan VII había depuesto a su abuelo, Juan V Paleólogo, en 1390. Gobernó desde el 14 de abril hasta el 17 de abril de 1390 antes de que Juan V fuera restaurado al trono. Juan VII logró mantener el título de coemperador y el dominio de Selimbria debido a la intervención del sultán otomano Bayezid I. Su abuelo murió al año siguiente, y fue sucedido por Manuel II Paleólogo, un tío paterno de Juan VII. La secuencia de eventos posiblemente precedió al matrimonio de Irene con Juan VII. No se la menciona involucrada en ellos.
Con el tiempo, las relaciones entre tío y sobrino mejorarían. Desde 1399 hasta 1402, Manuel II se embarcó en un viaje por Europa Occidental, buscando aliados contra Bayezid, que estaba asediando Constantinopla. Durante su ausencia, Manuel II le confió a su sobrino la regencia de la ciudad; para entonces Irene ya estaba casada con Juan.
Bayezid levantó el asedio en 1402 cuando Tamerlán, fundador de la dinastía timúrida, invadió Anatolia y el Imperio otomano tuvo que defenderse. Juan VII mantuvo el control de Constantinopla hasta el regreso de su tío, después de lo cual el esposo de Irene fue expulsado de la ciudad en 1403, bajo sospecha de conspirar para recuperar el trono. Irene y Juan conservaron sus títulos imperiales y establecieron su propia corte en Tesalónica. Juan murió el 22 de septiembre de 1408.
Irene sobrevivió a su esposo y se retiró a Lemnos. Se convirtió en monja y tomó el nombre monástico de Eugenia. La crónica de Jorge Frantzés registra la fecha de su muerte y su entierro en la iglesia de Pantocrátor en Constantinopla.

## Descendencia
El único hijo conocido de Irene y Juan VII fue Andrónico V Paleólogo. Fue coemperador nominal con su padre en Tesalónica, pero falleció en 1407.